# Бандурин и Вашуков
Бандурин и Вашуков — дуэт куплетистов Михаила Вашукова и Николая Бандурина, просуществовавший с 1983 по 2006 год. Они выступают в жанре парного конферанса.

## История
Познакомились в музыкальном училище при Ленинградской Государственной Консерватории на речевом отделении (артисты разговорного жанра). По окончании училища в 1986 году устроились на работу в Новгородскую филармонию, где проработали три месяца. В том же году худсоветом «Ленконцерта» Николай Бандурин и Михаил Вашуков были приняты на работу в эту организацию.
В 1988 году в составе лучших артистов ленинградской эстрады Бандурин и Вашуков стали лауреатами Всесоюзного конкурса «Политсатиры и публицистики» в Москве. В 1989 году стали лауреатами «II Всесоюзного конкурса артистов эстрады».
Далее были такие популярные телепередачи, как «Аншлаг, Аншлаг!», «Смехопанорама», «Шире круг» и др. В 1991 году Бандурин и Вашуков снимались в кинофильме Леонида Гайдая «На Дерибасовской хорошая погода, или На Брайтон-Бич опять идут дожди» и переехали жить и работать в Москву. Работая в «Москонцерте», Бандурин и Вашуков подготовили большое количество новых куплетных номеров, что сделало их узнаваемыми широкой публикой. Также они принимали участие в таких телепередачах, как «50х50», «Смак», «Счастливый случай», «Русское лото», «Колесо истории», «Блеф-клуб», С лёгким паром!, Кривое зеркало и др. В 1995 году Бандурин и Вашуков выпустили свой первый аудиоальбом «Витамин ХА!!!», а в конце 1996 г. появился компакт-диск с таким же названием. 26 января 1997 г. в Московском театре эстрады состоялась премьера их сольной программы «Витамин ХА!!!». Два года вели еженедельную рубрику «Игрушки-частушки» на 31 канале московского телевидения.
В июле 1998 г. Бандурин и Вашуков были ведущими международного фестиваля «Славянский базар», являлись постоянными соведущими телепередачи «Сиреневый туман» на телеканале РТР, участвовали в съёмках новогоднего огонька на РТР, выпустили свою видеокассету и т. д. В 2001 году Бандурин и Вашуков получили звания «Заслуженный артист России». Статья о них вошла в большую Российскую энциклопедию, изданную в 2000 году «Эстрада России. Двадцатый Век», а также в число 2000 кумиров России 2000-го года (журнал Артёма Боровика «Лица»).
С февраля 2005 г. являлись ведущими телепередачи на телеканале Россия-1 «Смеяться разрешается».
Считается, что Вашуков и Бандурин являлись продолжателями дуэта куплетистов Павла Рудакова и Вениамина Нечаева. Многие из куплетов Рудакова и Нечаева они внесли в свой репертуар.
6 января 2006 года дуэт распался. Инициатором распада был Николай Бандурин.